# حارة لبوزة (المعلا)

تعديل مصدري - تعديل

حارة لبوزة هي إحدى حارات حي الطبقة العاملة الواقع بمديرية المعلا التابعة لمحافظة عدن، بلغ تعداد سكانها 2717 نسمة حسب تعداد اليمن لعام 2004.